# 金剛の滝 (徳島県)
金剛の滝（こんごうのたき）は、徳島県三好市三野町加茂野宮の一級河川・中鳥川支流である滝谷川にかかる滝。とくしま88景、とくしま水紀行50選選定。

## 地理
滝寺の東下の溪谷を登ったところにある滝で、吉野川水系の中鳥川支流である滝谷川にかかる。
金剛の滝の手前には落差20mの龍頭の滝があり、龍頭の滝を一の滝、金剛の滝を二の滝と称し、秋の紅葉の際の美しさから紅葉滝とも呼ばれる。
天長年間（824年-834年）には空海が龍頭の滝で修行していたとされ、様々な伝承が残っている。

## 交通
- JR徳島線「江口駅」より車で約10分。徒歩で約1時間。
- 徳島自動車道「美馬インターチェンジ」より車で約10分。